# Flughafen Akaba

i8
i11
i13
Der Flughafen Akaba, offiziell King Hussein International Airport (arabisch مطار الملك حسين الدولي, DMG Maṭar al-Malik Ḥusain ad-Duwalī genannt; IATA-Code: AQJ, ICAO-Code: QJAQ), ist der Flughafen nahe der jordanischen Stadt Akaba am Roten Meer.
Der Flughafen wird relativ wenig genutzt, auch wenn die jordanische Regierung ihn im Rahmen einer Freihandelszone und mit großzügigen Fördermitteln unterstützt. Es gibt neben der Start- und Landebahn zwei Vorfelder sowie seit 2003 einen parallel zur Landebahn verlaufenden Rollweg. Das normale Passagierterminal mit ca. 2600 Quadratmeter Fläche besitzt sieben Check-in-Schalter, zwei Warteräume, eine Lounge und mehrere Geschäfte. Für besondere Fluggäste, unter anderem die jordanische Königsfamilie, existiert ein eigenes Terminal.
Einziger Handling agent ist Royal Jordanian. Ein 6000 Quadratmeter großes Gebäude für die Frachtabfertigung wurde 2005 eröffnet, wird derzeit aber nur zu einem kleinen Teil genutzt.

## Flugziele
Derzeit wird zweimal täglich die jordanische Hauptstadt Amman von Royal Jordanian angeflogen. Alexandria Airlines fliegt mehrfach pro Woche nach Ägypten. Weitere Gesellschaften führen Charterflüge nach Ägypten, Europa (u. a. London, Brüssel) und in andere arabische Staaten durch.
Seit April 2013 bedient auch Turkish Airlines Akaba vom Flughafen Istanbul. Saisonal kann die Flugfrequenz vier Flugpaare je Woche betragen. Hierdurch sind viele europäische Destinationen durch Umsteigemöglichkeiten in Istanbul an Akaba angebunden.
In den deutschsprachigen Raum bestehen Verbindungen mit EasyJet zum Flughafen Berlin Brandenburg (BER).

## Zwischenfälle
- Am 30. Mai 1951 brach bei einer Vickers Valetta C.1 der Royal Air Force (Luftfahrzeugkennzeichen VX544) bei einer sehr harten Landung auf dem Flughafen Aqaba das Fahrwerk zusammen. Das Flugzeug wurde irreparabel beschädigt; es gab keine Todesopfer.[4]

- Am 17. April 1957 brach von einer Vickers Valetta C.1 der Royal Air Force (VW832) fünf Minuten nach dem Start vom Flughafen Aqaba die linke Tragfläche ab, nachdem das Flugzeug in Turbulenzen geraten war. Die Maschine stürzte nahe Queria ab. Alle 27 Insassen, 3 Besatzungsmitglieder und 24 Passagiere, kamen ums Leben. Gemessen an der Anzahl der Todesopfer war dies der schwerste Unfall einer Valetta.[5][6]